# Hermann Frey (Unternehmer)

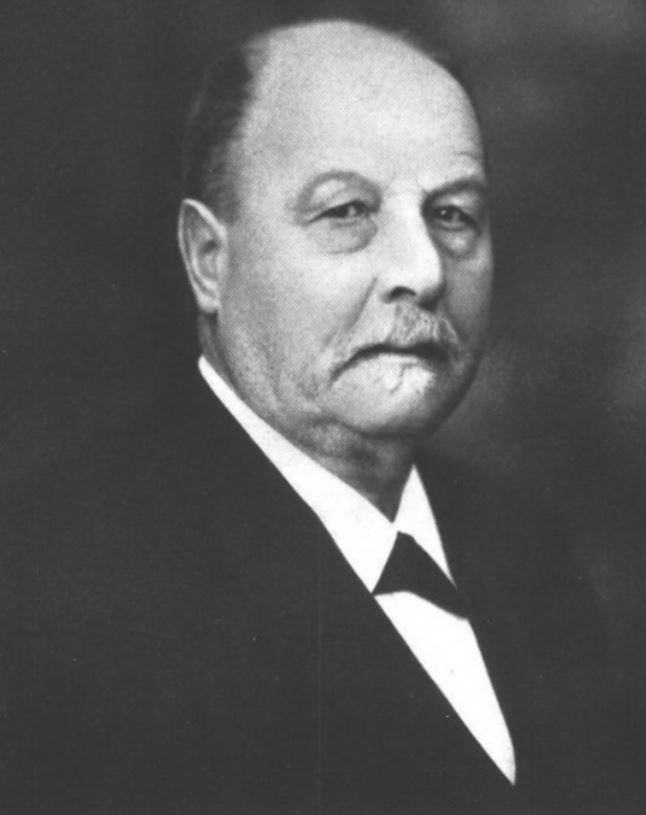
Hermann Frey

Hermann Frey (* 30. Dezember 1844 in Schaffhausen; † 18. August 1928 ebenda) war ein Schweizer Unternehmer.

## Leben und Werk
Hermann Frey wuchs als zweites Kind des Arztes Bernhard Conrad und der Amalie Marianne in Schaffhausen auf und besuchte dort die Primarschule. Er genoss eine sorgfältige Erziehung im Elternhaus. Sein Vater vermittelte seine Kenntnisse auf naturwissenschaftlichem Gebiet und der Tier- und Pflanzenwelt allen seinen Kindern und lehrte sie das Geschehen in der Natur mit offenen Augen aufzunehmen. 
Nach dem Gymnasium in Schaffhausen machte er mit 17 Jahren eine dreijährige Lehre im Bankhaus Chaponnière in Genf und arbeitete anschliessend in einer Bank in Winterthur. Nach einem Blutsturz und mit kranken Lungen ging er nach Davos, von wo er nach einer vierwöchigen Kur als «geheilt» zurückkehrte. Er nahm eine Stelle im Baumwollhaus Jules Siegfried in Le Havre an, wo er das raue Klima nicht vertrug und wegen des wärmeren Klimas ein halbes Jahr in einem Handelshaus im ägyptischen Alexandria arbeitete. Anschliessend eignete er sich während drei Jahren in verschiedenen Baumwollhäusern in Manchester, Liverpool und Derby Fachkenntnisse an. 
1872 kehrte er nach Schaffhausen zurück und gründete mit seinem nachmaligen Schwager Bernhard Peyer die Baumwollzwirnerei Frey und Peyer mit Bleicherei und Färberei. Ab 1902 war er Alleininhaber der Firma Hermann Frey. Das Absatzgebiet reichte in den Balkan und bis nach Indien. Er heiratete 1886 Mina Jezler, mit der er zwei Söhne und eine Tochter hatte. 
Er war Verwaltungsrat der Schweizerischen Industrie-Gesellschaft (SIG) in Neuhausen am Rheinfall (1890–1927), der Alusuisse, der Bank in Schaffhausen, der Internationalen Verbandstofffabrik (IVF), Silberwarenfabrik Jezler & Cie und weiterer Schaffhauser Firmen. 
1901 verfasste er die erste Schaffhauser Industriegeschichte, war Vorstands- und Ehrenmitglied der Naturforschenden Gesellschaft Schaffhausen und des Museumsvereins zu Allerheiligen.